# Paloma González Marcén
Paloma González Marcén (Madrid, España, 1962) es arqueóloga y profesora titular del Departamento de Prehistoria de la Universidad Autónoma de Barcelona (UAB) y codirectora del Centre d’Estudis del Patrimoni Arqueològic de la Prehistòria (CEPAP) adscrito a la UAB.

## Trayectoria
Es Licenciada en Historia por la Universidad Autónoma de Barcelona y Doctora en Prehistoria (1991), realizando diferentes estancias de investigación en la Universidad de Cambridge, Reino Unido.
Sus líneas de investigación se centran en la Arqueología Pública, Prehistoria reciente del Mediterráneo, Arqueología de las mujeres y las relaciones de género o Difusión y didáctica de la Arqueología.
Imparte conferencias, cursos y másteres en los diferentes ámbitos, en instituciones internacionales y nacionales.
En su trayectoria investigadora ha participado en numerosos proyectos de investigación en los ámbitos antes descritos y es Investigadora Principal del proyecto europeo “Innovarch (2015-2017)” y “La Ruta de los Orígenes” (2007-2013). En relación con la arqueología de las mujeres destacan el proyecto “Aproximaciones al estudio de las mujeres rurales desde la cultura material: Registros arqueológicos y etnográficos (2003-2007)" y “Los trabajos de las mujeres y el lenguaje de los objetos: Renovación de las reconstrucciones históricas y recuperación de la cultura material femenina como herramienta de transmisión de valores (2010-2013)", que dio origen al portal web pastwomen.net, dedicado a la Historia Material de las Mujeres.
Su producción científica es muy amplia, siempre relacionada con el ámbito de la Arqueología Pública, Patrimonio y Educación y Arqueología de las mujeres y del género, destacando en esta línea una de las primeras obras dedicadas a la arqueología de género en España: Mujeres, espacio y arqueología, una primera aproximación desde la investigación española monográfico publicado en el año 2000 en la revista Arqueología Espacial.